# Двуглазка (пещера)
Двуглазка («Глядены») — грот, многослойный памятник природы каменного века в Боградском районе Хакасии. Расположен в 1,5 км северо-западнее деревни Толчея и в 50 км к западу от Абакана, в 0,5 км от русла одноимённой речки.
Исследовался З. А. Абрамовой в 1974, 1975, 1978 и 1979 годах. Выявлено шесть культурных слоёв: шестой — четвёртый слои — мустьерские, третий — позднепалеолитический, второй — мезолитический. Грот является единственным в Хакасско-Минусинском крае археологическим памятником с чётко выраженными мустьерскими слоями. Каменные артефакты из этих слоев — треугольные остроконечники, нуклеусы для получения пластин и отщепов, скребла из массивных отщепов, находят, по мнению З. А. Абрамовой, соответствия в мустьерских памятниках Алтая. В нижних культурных слоях найдены кости кулана, лошади, носорога, зубра, аргали и других животных. Датируются мустьерские слои началом каргинского межледниковья — 40-50 тысяч лет назад.